# Hayley Law
Hayley Law (Vancouver; 18 de noviembre de 1992) es una actriz y cantante canadiense. Es más conocida por sus papeles de Valerie Brown en la serie Riverdale y de Lizzie Elliot en la serie ciberpunk de Netflix Altered Carbon.
Law hizo su debut como actriz en el rol de Valerie Brown en la serie dramática de CW Riverdale. A partir de ese momento realizó varios papeles en cine y televisión, de los que destacan The Arrangement, Stickman, The New Romantic y Altered Carbon.

## Filmografía

### Cine
| Año  | Título                         | Papel          | Notas |
| ---- | ------------------------------ | -------------- | ----- |
| 2018 | The New Romantic               | Nikki Morrison |       |
| 2020 | Spontaneous                    | Tess           |       |
| 2020 | Echo Boomers                   | Allie Tucker   |       |
| 2021 | Mark, Mary & Some Other People | Mary           |       |
| 2022 | Door Mouse                     | Mouse          |       |
| 2024 | She Taught Love                | Candice        |       |

### Televisión
| Año           | Título          | Papel         | Notas                    |
| ------------- | --------------- | ------------- | ------------------------ |
| 2017–18, 2021 | Riverdale       | Valerie Brown | Papel recurrente         |
| 2017          | The Arrangement | Vena          | Episodio: «The Leak»     |
| 2017          | Stickman        | Emma          | Película para televisión |
| 2018-2020     | Altered Carbon  | Lizzie Elliot | Papel recurrente         |

## Discografía
- Hayleau (EP) – (2016)[3]